# Västerbottens-Kuriren
De Västerbottens-Kuriren (ook wel bekend als VK) is een Zweeds, vrijdenkende en liberale dagelijkse krant die is opgericht in 1900. De krant wordt gedrukt in Umeå, Västerbotten. De krant brengt regionaal nieuws uit de regio Västerbotten (met uitzondering van de gemeenten Mala, Norsjö en Skellefteå), met speciale aandacht voor de thuishaven Umeå. Daarnaast brengt de krant ook nationaal en internationaal nieuws.

## Periode Rosén
De eerste editie van VK werd gepubliceerd op 17 mei 1900. De circulatie van VK groeide gestaag onder hoofdredacteur Gustav Rosén, en het werd al in 1903 de grootste krant uit het district Västerbotten - een positie die de krant nog steeds vasthoudt. Een van de journalisten die bij de vroege jaren van de krant betrokken waren, was de auteur Astrid Väring.
Gustav Rosén, die een belangrijke rol speelde in de geschiedenis van de Zweedse Folkpartiet liberalerna (liberale volkspartij) was directeur van het bedrijf tot 1926, toen hij werd benoemd tot minister van defensie in het eerste kabinet van Carl Gustav Ekman. Zijn opvolger, Ernst Gafvelin overleed echter al na zes maanden, waarna de enige zoon van Gustav Rosén, Stellan Rosén, het stokje als redacteur en uitgever overnam op 23-jarige leeftijd. Toen het Kabinet-Ekman I in september 1928 haar ontslag indiende, keerde Gustav Rosén terug naar Umeå - eerst als politiek redacteur van VK, daarna van 1931 tot zijn overlijden in 1942 als gouverneur van het district Västerbotten.

## Bäckström
In 1929 verkocht Rosén de meerderheid van zijn aandelen aan meesterbouwer J.M. Bäckström, die al het daaropvolgende jaar begon met de bouw van een nieuwe drukkerij in het gebied van Rind en Rådhusesplanaden 10 in Centraal-Umeå. Het VK-gebouw werd in 1930/1931 afgerond en huisvestte VK tot 1988. In 1949 was VK de eerste krant in Norrland die haar eigen persfotograaf aannam, Harry Lindwall. Lindwall zou in dienst blijven tot zijn pensionering in 1985.
VK bleef in bezit van de familie Bäckström tot 1971, 15 jaar na het overlijden van de meesterbouwe J.M. Bäckström. Na onenigheid tussen de Sundsvall-tak van zijn erven (die het bedrijf wilden verkopen) en de tak die in Umeå woonde (die de VK wilden behouden als vrijdenkend en liberaal dagblad) werd de krant verkocht aan de kleine uitgeverij Folk och Samhälle (Volk en Maatschappij) en later werd de krant rond 1978 overgeheveld in haar eigen stichting, de Stiftelsen VK-Press (Stichting VK-Press).

## Moderne tijd
In 1982 kocht VK land aan in het indistriële gebied Vasterslätt om een nieuwe drukkerij de bouwen. Dat kreeg een flinke boost toen het dagblad Dagens Nyheter (Dagelijks Nieuws) besloot om haar Norrlandse editie voortaal bij de VK-drukkerij te laten drukken. De drukkerij werd geopend in de herfst van 1984 en een paar jaar later, in 1988, werd zelfs een tweede drukkerij in hetzelfde gebied geopend.
In de jaren 1990 en 2000 kreeg VK te maken met heftige concurrentie van de krant Norrländska Socialdemokraten (NSD, Norrländse sociaaldemocraten) uit Luleå om de titel van grootste krant van Noorland.
VK werd meerderheidsaandeelhouder in de concurrent Västerbottens Folkblad en in 2003 kocht ze het magazine Nöjesmagasinet City aan, een gratis magazine dat zich richt op entertainment, trends en lifestyle en dat verschillende regionale uitgaven publiceert voor Umeå, Sundsvall and Luleå.
In 1997 begon VK haar eigen website, VK.se, middels haar redacteur Tom Juslin. Deze werd in 2007 en 2008 genomineerd voor de Stora Journalistpriset in de categorie innovator van het jaar.

## VK-guldet
Sinds 1937 reikt de krant jaarlijks een prijs uit aan de beste sportman of sportvrouw uit de regio Västerbotten, met de zogenaamde VK-guldet (VK-goud). Onder de prijswinnaars bevinden zich onder meer: Ingemar Stenmark, Anja Pärson, Marta Vieira da Silva en Assar Rönnlund.

## Hoofdredacteuren
- Gustav Rosén, 1902–1926
- Ernst Gafvelin, 1926–1927
- Stellan Rosén, 1927–1967
- Matts Balgård, 1968–1973
- Olle Nilsson, 1973–1978
- Bengt Schöier, 1978–1986
- Olof Kleberg, 1986–2001 (politiek hoofdredacteur)
- Torbjörn Bergmark, 1997–2009
  - Ola Nordebo, 2006– (politiek hoofdredacteur)
- Sture Bergman, 2009–2011
- Ingvar Näslund, 2011–